# Filmový festival v Pule

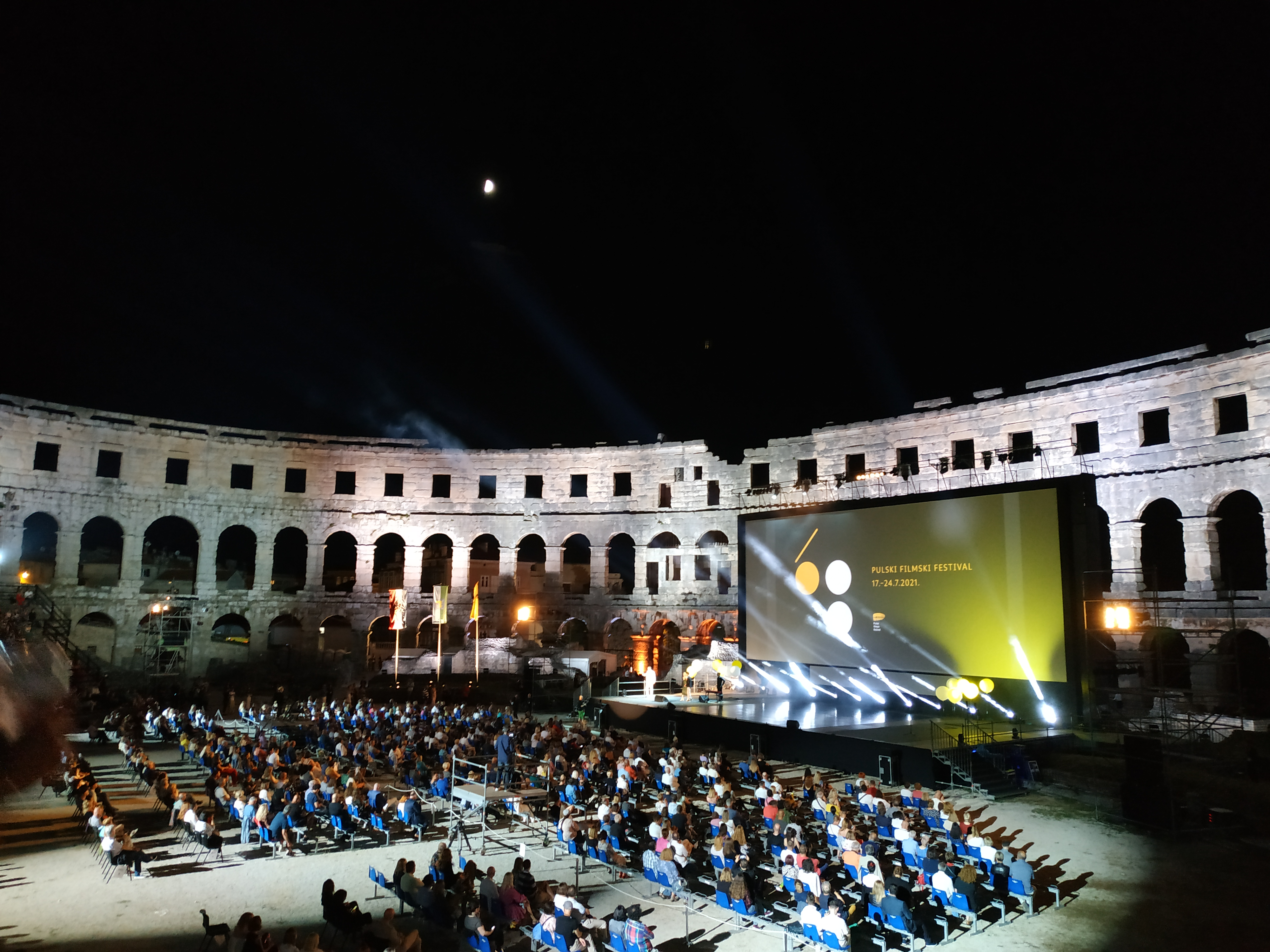
Promítání v pulském amfiteátru

Filmový festival v Pule (chorvatsky: Pulski filmski festival), jenž často užívá také anglický název Pula Film Festival, je filmový festival, který se každoročně koná v chorvatském městě Pula, konkrétně v tamní starověké aréně. Založen byl v roce 1954. Probíhá vždy v červenci nebo srpnu. Jde o nejstarší chorvatský filmový festival a jeho specifikou je zejména to, že se filmové projekce odehrávají pod širým nebem. Kromě toho se na festivalu tradičně předávají také výroční ceny chorvatského filmového průmyslu, Zlaté arény. Jde o nejvýznamnější chorvatské filmové ocenění. Za časů Jugoslávie měl stejný význam v celé federaci. První jugoslávské filmové ceny byly v Pule rozdány v roce 1957. Na festival často zajížděl osobně jugoslávský vůdce Josip Briz Tito, velký milovník filmu, který ve svém sídle na nedalekém ostrově Brijuni hostil řadu filmových hvězd, které festival navštěvovaly, včetně Sophie Lorenové, Elisabeth Taylorové, Richarda Burtona, Yula Brynnera nebo Orsona Wellese. Řada z nich hrála v jugoslávských produkcích, Richard Burton dokonce samotného Tita, ve filmu Sutjeska (1973). Šlo tehdy o největší národní filmový festival v Evropě. Po rozpadu Jugoslávie byl festival na čas zrušen, ale brzy byl znovu obnoven, již ovšem jako čistě chorvatský. (Nekonaly se ročníky 1991 a 1994). Protože se však chorvatský filmový průmysl ukázal jako nedostatečně produktivní a každý rok vyprodukoval jen hrstku nových titulů, popularita festivalu rychle klesala. Aby se to napravilo, festival se v roce 2001 poprvé ve své historii otevřel zahraničním snímkům. Od té doby kromě projekcí chorvatských filmů pravidelně nabízí také mezinárodní program a různé jednorázové tematické programy a retrospektivy. Na festivalu se automaticky promítají všechny celovečerní filmy z chorvatské produkce natočené v předchozích dvanácti měsících a každý, kdo se na jejich tvorbě podílel, se automaticky kvalifikuje na cenu Zlatá aréna ve své kategorii. Před samotným předáváním cen nejsou vyhlášeny žádné užší seznamy nominovaných.